# KIC 8462852
KIC 8462852とは地球から見てはくちょう座の方向に1480光年離れた位置にある、F型主系列星と赤色矮星から成る連星である。探査機ケプラーの観測範囲内に位置する。2015年に主星のKIC 8462852Aに不規則な減光が発見された。この星は、減光を最初に論文で報告したTabetha Boyajianにちなみ、Tabby's Star（タビーの星）やBoyajian’s star（ボヤジアンの星）とも呼ばれている。

## 恒星
| 太陽 | KIC 8462852A |
| ---- | ------------ |
| 太陽 | Exoplanet    |

主星のKIC 8462852Aは太陽より大きく、高温なF型主系列星である。金属量は太陽とほぼ同じであるが、自転周期がきわめて短く、わずか20時間ほどで自転する。伴星KIC 8462852Bは非常に暗い赤色矮星である。しかし、それ以外の特徴などについては分かっていない。

## 謎の減光

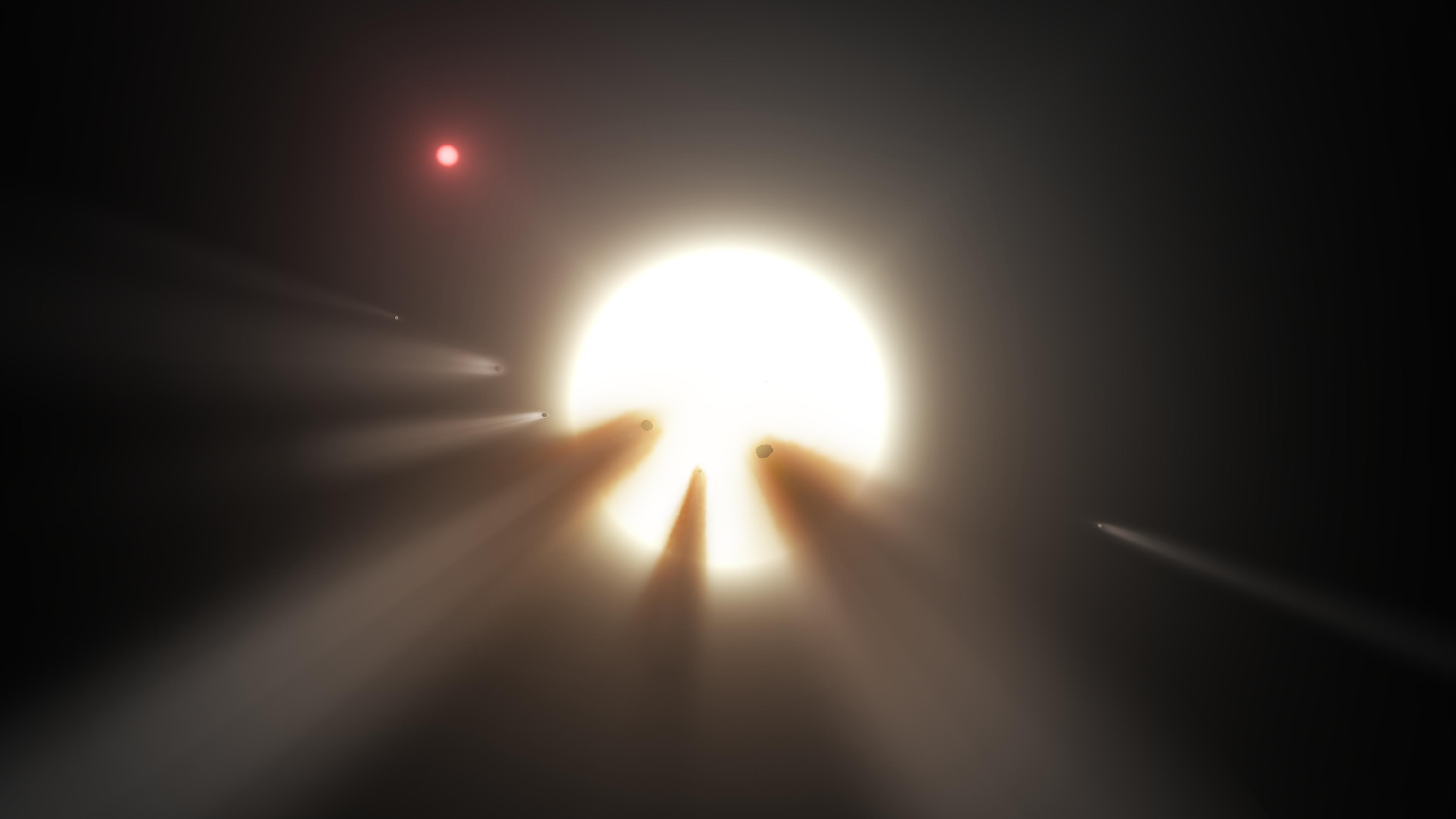
KIC 8462852Aの手前を通過する大量の彗星の残骸の想像図。奥に小さくKIC 8462852Bも描かれている。

2015年9月に、探査機ケプラーの観測により、2011年から2013年の間にKIC 8462852Aがきわめて不規則に減光する様子が観測されたと発表された。変光周期が規則的ではなく、さらに、一度の減光でKIC 8462852Aの明るさが15～22%も暗くなる。たとえ、木星クラスの太陽系外惑星がトランジットを起こしても、全体の明るさのわずか1%の減光にすぎない。このきわめて大きな減光は太陽系外惑星によるものでもなく、また伴星であるKIC 8462852Bの影響を考慮してもこれほど暗くなる可能性はきわめて低い。そのため、巷では地球外知的生命体の巨大建造物が恒星の光を遮ったのではないかという噂も流れた。仮に、その噂が正しいなら、それは巨大なスペースコロニーやダイソン球によるものと思われる。
論文を発表したTabetha Boyajianは「こんな恒星は見たことがない」と発言している。この減光が地球外知的生命体による可能性以外に、ケプラーの不具合、惑星や小惑星、彗星の残骸あるいは破片などによる減光などの可能性も視野に入れて、観測が行われた。
KIC 8462852Aの研究を主導するイェール大学の天文学者であるタベサ・ボヤジャンによれば、この星の電磁波スペクトルを観測して通常時と減光時のスペクトルを比較すれば実際に何が起っているのかある程度推測できるとして、KIC 8462852が次の減光を起こす時に備えてカール・ジャンスキー超大型干渉電波望遠鏡群で観測できるように待機していた。

### 長期的な変光
KIC 8462852には、不規則な一時的減光に加えて、より長いタイムスケールで平常光度の変化が起きていることが示されている。ルイジアナ州立大学の天文学者であるブラッド・シェイファーは、ハーバード大学に保管されている古い写真乾板のデジタルデータを分析した結果、KIC 8462852Aと思われる光が1890年から1989年までの期間におよそ20%減光していると主張した。これに対して、ドイツのアマチュア科学者Michael Hippkeとアメリカの科学者らからなるチームはシェイファーの研究は系統誤差を過少評価しているため本当に長期的減光が起きているかは疑わしいと批判した。2017年のHippkeらの研究では、1934年から1995年にかけてゾンネベルク天文台で記録された写真乾板を分析し、KIC 8462852に長期的な減光は見られないと結論付けた。
写真乾板の議論とは別に、2016年にベンジャミン・T・モンテとジョシュア・D・サイモンはケプラー宇宙望遠鏡の約4年間の観測データを分析し、KIC 8462852がこの期間中に3%減光したという結論を得た。減光率は一定ではなく、最初の1000日間は年間0.34%のペースだったが、次の200日間は減光率が大きくなり、最後の200日間は再び緩やかなものになった。2018年にサイモンらはASAS-SN全天サーベイの分析を行い、KIC 8462852は2015年から年間0.6%のペースで減光を続けていると報告した。さらにASAS-SNの前身であるASASのデータを分析したところ、KIC 8462852は単調に減光しているのではなく、過去11年間に2回ほど増光に転じた期間があったことが示唆された。

### 2017年の減光
2017年4月24日、KIC 8462852Aをモニタリングしていた観測ネットワークがわずかな減光を捉えた。その後、5月14日から19日の間にKIC 8462852Aが減光を起こしたことが複数の天文台やアマチュア天文家の観測によって確認された。KIC 8462852の中解像度スペクトルをリバプール望遠鏡で観測したI. A. Steeleらは、減光時のスペクトルが平常時と比べて特段の変化がないことを報告した。この減光は最大で約3%に達し、5月21日には元の光度に戻ったが、6月に入って再び不規則な減光を始めた。

### 減光の原因
仮に、小惑星や彗星の残骸や破片が原因だとした場合、KIC 8462852Aの周りで強い赤外線が観測されるはずだが、スピッツァー宇宙望遠鏡やWISEなどによる観測ではKIC 8462852Aの周りに赤外線は観測されなかった。この結果は、少なくとも減光が岩石質の天体の残骸によるものではないことを示唆する。そのため、冷たい彗星の残骸による可能性が高くなった。
SETIの科学者がアレン・テレスコープ・アレイで1-10GHzの電波を調べたものの、人工的な信号を見出すことはできなかった。
当初、最も有力と考えられていた説はKIC 8462852Aの周りを楕円軌道で公転している巨大な彗星とそれから分裂した残骸群が時折、KIC 8462852Aの周りを通過し、減光をもたらすというものである。この説が正しければ、2011年に観測された減光は残骸群の先頭にある巨大な彗星によるものであり、2013年頃に観測された減光はその彗星から分裂した残骸や破片によるものになる。現在は彗星と残骸群がKIC 8462852Aから遠ざかっているとされているため、赤外線が観測されない可能性もある。
しかし、前述のようにKIC 8462852Aが過去にも長期の減光を起こしていたらしいことが判明し、彗星説は有力ではなくなった。この減光を発見したシェイファーによれば、彗星説を採用するなら直径200kmの彗星が約64万8000個も列をなして通過しなければこの現象を説明できず、そのようなことはきわめて考えにくいことだという。
彗星説以外のモデルとして、巨大な環を持った木星型惑星が、その前後60度（ラグランジュ点L4とL5）に大量のトロヤ小惑星を従えて公転しているという仮説が提唱された。ただし、このモデルで減光を説明するには、惑星や環が恒星に対して非常に大きなサイズを持つ必要があり、小惑星についても非現実的な量が存在しなければならないという問題がある。
ジェット推進研究所を退職後にアマチュア天文家として活動しているブルース・ゲイリーは、KIC 8462852Aが、中央に大きな穴の開いた薄く不透明なダスト円盤に囲まれているというモデルを紹介している。KIC 8462852Aと円盤を斜めから観測していると仮定すると、円盤中央の穴が細長い楕円形に見え、その中央に恒星が位置しているように見えるはずである。傾きの大きさによっては、手前側の円盤の内縁が恒星をわずかに覆い隠すように見える、という状況が生じ得る。円盤の内縁が滑らかであれば、円盤が公転してもそれが恒星の光を遮る割合はほとんど一定に保たれ、これがKIC 8462852Aの平常時の光度と考えられる。この円盤の内縁には所々乱れて瘤のように膨らんだ部分があるかもしれない。その部分が恒星の手前を通過する間は、円盤が恒星を隠す面積が一時的に増加し、不規則な減光が生じ得る。ゲイリーは円盤の内縁がKIC 8462852Aから2.9天文単位の距離にあり、1512日周期で公転しているというモデルを例示している。

## 惑星系
現在、KIC 8462852Aに木星の50倍以下もしくは0.25倍以下の質量を持つ太陽系外惑星の候補天体が存在する可能性がある。仮に質量が木星の50倍以下なら太陽系外惑星ではなく、褐色矮星である可能性が高い。
| 名称 （恒星に近い順） | 質量          | 軌道長半径 （天文単位） | 公転周期 (日) | 軌道離心率 | 軌道傾斜角 | 半径 |
| --------------------- | ------------- | ----------------------- | ------------- | ---------- | ---------- | ---- |
| b (未確認)            | ≤50or≤0.25 MJ | —                       | 0.25          | —          | ≥30°       | —    |